# Ligne R11
La ligne R11 (anciennement Ca2) est un service de chemin de fer régional entre Barcelone-Sants, Portbou et Cerbère via Gérone des Rodalies de Catalunya, de la Généralité de Catalogne, et opéré par la Renfe qui circule à travers des lignes de chemin de fer à écartement ibérique qui appartiennent à ADIF.
Le service passe totalement à travers la ligne Barcelone - Gérone - Portbou.

## Histoire
Dans l’histoire de la ligne de Barcelone à Portbou, trois étapes sont clairement observables: le premier tronçon ouvert au public entre Barcelone et Granollers, le prolongement à Gérone et enfin la liaison avec la France, à la frontière de Portbou.
En 1854, la ligne de chemin de fer Barcelone - Granollers est inaugurée, la troisième ligne de chemin de fer en Catalogne. L'extension au nord et la frontière sont rapidement décidées. En 1860, l'extension est entrée en service jusqu'à Maçanet de la Selva. Peu de temps après, la ligne intérieure était déjà reliée à la ligne Costa (qui atteignit Maçanet en 1861). Les deux sociétés ont fusionné sous le nom de Chemin de Fer de Barcelone à Gérone et la ligne est arrivée à Gérone en 1862.
En 1875, la Compagnie des Chemins de Fer de Tarragone à Barcelone et la France a été fondée, puis les travaux d'extension jusqu'en France ont été repris. À la fin de l'année 1877, elle est arrivée à Figueres et au début de l'année 1878 à Portbou et Cerbère. Les trains en provenance de Barcelone pouvaient déjà se connecter aux chemins de fer français du Midi. L'isolement de la Catalogne a été définitivement rompu par rapport au reste de l'Europe.
À la fin du XIXe siècle, les grandes fusions des compagnies de chemin de fer arrivent et la ligne de Portbou a été intégrée à la compagnie de Madrid à Saragosse et à Alicante (MZA), qui fonctionnerait dans le réseau dit catalan. Pendant la guerre civile espagnole, cette ligne constituait un axe de liaison vital avec la France et, en 1941, elle devint dépendante de la nouvelle compagnie de chemin de fer de l'État, la Red Nacional de los Ferrocarriles Españoles (Renfe).
Depuis les années 1950, la ligne a été progressivement modernisée, d'abord avec l'électrification à Gérone (1958), qui sera ensuite étendue à Portbou (1964), ainsi qu'avec de nouveaux systèmes de signalisation et de sécurité. En 1977, l’installation de la double voie a été achevée dans l’ensemble du tracé.

## Gares
Liste complète des gares de la ligne :
| Gare                     | Commune                     | Correspondances                                                                                               | Services |
| ------------------------ | --------------------------- | --- | -------- |
| Barcelone-Sants          | Barcelone                   | |          |
| Passeig de Gràcia        | Barcelone                   | R13 Rodalies de Catalunya · R14 Rodalies de Catalunya · R15 Rodalies de Catalunya · R16 Rodalies de Catalunya |          |
| El Clot-Aragó            | Barcelone                   | |          |
| Sant Andreu Comtal       | Barcelone                   | |          |
| Granollers Centre        | Granollers                  | R8 barcelona · Renfe Larga distancia                                                                          |          |
| Sant Celoni              | Sant Celoni                 | |          |
| Gualba                   | Gualba                      | |          |
| Riells i Viabrea - Breda | Riells i Viabrea            | |          |
| Hostalric                | Hostalric                   | |          |
| Maçanet-Massanes         | Maçanet de la Selva         | |          |
| Sils                     | Sils                        | |          |
| Caldes de Malavella      | Caldes de Malavella         | Renfe Larga distancia                                                                                         |          |
| Riudellots               | Riudellots de la Selva      | |          |
| Fornells de la Selva     | Fornells de la Selva        | |          |
| Gérone                   | Gérone                      | Renfe Larga distancia                                                                                         |          |
| Celrà                    | Celrà                       | |          |
| Bordils-Juià             | Juià                        | |          |
| Flaçà                    | Flaçà                       | Renfe Larga distancia                                                                                         |          |
| Sant Jordi Desvalls      | Sant Jordi Desvalls         | |          |
| Camallera                | Saus, Camallera i Llampaies | |          |
| Sant Miquel de Fluvià    | Sant Miquel de Fluvià       | |          |
| Vilamalla                | Vilamalla                   | |          |
| Figueres                 | Figueres                    | Renfe Larga distancia                                                                                         |          |
| Vilajuïga                | Vilajuïga                   | |          |
| Llança                   | Llança                      | Renfe Larga distancia                                                                                         |          |
| Colera                   | Colera                      | |          |
| Portbou                  | Portbou                     | Renfe Larga distancia · Logo TER                                                                              |          |
| Cerbère                  | Cerbère                     | Renfe Larga distancia · Logo TER                                                                              |          |